# (906) Repsolda
(906) Repsolda est un astéroïde découvert par l'astronome allemand Friedrich Karl Arnold Schwassmann le 30 octobre 1918.
Il est nommé en l'honneur de l'astronome allemand Johann Georg Repsold.